# Края Словакии
Края Словакии (словац. Kraje v Slovensku) — административно-территориальные единицы первого уровня в Словакии, которые впервые были образованы в 1949 году. Их названия неоднократно менялись, а в 1990—1996 годах были упразднены. В настоящее время в Словакии насчитывается восемь краёв, что соответствует третьему уровню административно-территориальных единиц в Евросоюзе. В каждом краю есть районы, которых насчитывается 79.

## Список
Текущий список краёв утверждён 24 июля 1996.
| Флаг | Герб | Край             | Столица         | Население | Площадь (км²) | Плотность населения |
| ---- | ---- | ---------------- | --------------- | --------- | ------------- | ------------------- |
|      |      | Братиславский    | Братислава      | 603,699   | 2,052.6       | 294.11              |
|      |      | Трнавский        | Трнава          | 554,172   | 4,172.2       | 132.76              |
|      |      | Тренчинский      | Тренчин         | 600,386   | 4,501.9       | 133.36              |
|      |      | Нитранский       | Нитра           | 708,498   | 6,343.4       | 111.69              |
|      |      | Жилинский        | Жилина          | 694,763   | 6,808.4       | 102.04              |
|      |      | Банскобистрицкий | Банска-Бистрица | 657,119   | 9,454.8       | 69.50               |
|      |      | Прешовский       | Прешов          | 798,596   | 8,974.5       | 88.98               |
|      |      | Кошицкий         | Кошице          | 771,947   | 6,751.9       | 114.33              |

В 2002 году Словакию разделили ещё и на 8 «самоуправляемых краёв», которые являются, согласно Конституции высшими единицами административно-территориального деления, и полностью совпадают по границам с территорией обычных краёв. Отличия в том, что руководители органов обычных краёв назначаются правительством, а руководители «самоуправляемых краёв» избираются.

## Название
В неславянских языках края называются «регионами», но в самой Словакии под «регионами» подразумевают всего лишь группу краёв. В Словакии насчитываются:
- Братиславский регион (Братиславский край), код SK 01
- Западно-Словацкий регион (Трнавский, Тренчинский и Нитранский края), код SK 02
- Центрально-Словацкий регион (Жилинский и Банскобистрицкий края), код SK 03
- Восточно-Словацкий регион (Прешовский и Кошицкий края), код SK 04

## История

### До 1949 года
Исторически Словакия делилась на комитаты, называвшиеся по-словацки «жупами» (словац. župa) или «столицами» (словац. stolica). Такое деление было во время Великой Моравии (IX век), Королевства Венгрии (с XI—XII века до 1918 года), Чехословакии (с 1918 по 1928) и Первой Словацкой Республики (с 1940 по 1945). С 1928 по 1939 и с 1945 по 1948 годы Словакия называлась «Словацкой Краиной» в составе Чехословакии.

### Края до 1960 года
Деление на края было принято 24 декабря 1948 (или 1 января 1949). Первая схема просуществовала до 30 июня 1960. Словацкие территории в составе Чехословакии были разделены на шесть краёв: Братиславский, Банскобистрицкий, Кошицкий, Нитранский, Прешовский и Жилинский. Каждый край был назван в честь своего административного центра.

### Края до 1990 года
С 1 июля 1960 и вплоть до 19 декабря 1990 (за исключением краткого периода с 1 июля 1969 по 28 декабря 1970) в Словакии было четыре края: Центрально-Словацкий, Восточно-Словацкий, Западно-Словацкий и Братислава как отдельный край. Братислава до 22 марта 1968 входила в Западно-Словацкий край, свой статус она получила в январе 1971 года.